# 芬恩·克里斯蒂安·亚格
芬恩·克里斯蒂安·亚格（英語：Finn Christian Jagge，1966年4月4日—2020年7月8日），挪威男子高山滑雪运动员。他曾代表挪威参加1988年、1992年、1994年和1998年冬季奥林匹克运动会高山滑雪比赛，获得一枚金牌。